# Thorleif Schjelderup
Thorleif Schjelderup, norveški smučarski skakalec in pisatelj, * 20. januar 1920, Oslo, Norveška, † 28. maj 2006, Oslo.
Schjelderup je nastopil na Zimskih olimpijskih igrah 1948 v St. Moritzu, kjer je osvojil bronasto medaljo na veliki skakalnici. 
Njegov oče Ferdinand je bil znan alpinist in sodnik. Poročil se je z ameriško pevko Anne Brown. 